# Zosterop de Guadalcanal
El zosterop de Guadalcanal (Zosterops oblitus) és un ocell de la família dels zosteròpids (Zosteropidae) que habita boscos i clars, a les muntanyes de l'illa de Guadalcanal, a les Illes Salomó.
S'ha considerat una subespècie de Zosterops rendovae. El Congrés Ornitològic Internacional, versió 11.2, 2021 els considera espècies diferents arran moderns estudis.